# Wikispaces
WikiSpaces és un lloc per hostatjar gratuïtament wikis. Els usuaris poden crear les seves pròpies wikis fàcilment. Els wikis gratuïts són finançats a través de la inserció de discrets anuncis de text.
Llançat per Tangient LLC al març de 2005, va ser comprat per Wikispaces TSL Education de març de 2014. Competeix amb PBworks, Wetpaint, Wikia, i Google Sites (antigament JotSpot).
Malauradament, a causa de problemes de costos, els Wikispaces lliures es van tancar el 31 de juliol de 2018, mentre que els Wikispaces privats es tanquen el 31 de gener de 2019.

## Modalitats de wikispace
- Públic (Public), qualsevol els pot editar.
- Protegit (Protected), només els membres registrats en un determinat wikispace poden editar.
- Completament privat (Fully private), Servei de pagament i només els membres registrats del wikispace poden veure'l.

## Característiques principals dels wikis[4]
- Podem crear un wiki de 2Gb d'espai i un il·limitat nombre de pàgines.
- Els wikis públics i protegits són gratuïts i inclouen publicitat de Google, mentre els wikis privats requereixen pagar una quantitat monetària mensual i no tenen publicitat.
- Hi ha la possibilitat de tenir temes personalitzats i de canviar l'aparença del teu wiki.
- Et permet rebre un avís cada vegada que algú hagi fet una modificació dins la pàgina (aquest pot arribar via mail o bé pel canal RSS).
- Cada pàgina té la seva àrea de discussió on poden participar els usuaris registrats.
- Podem afegir imatges, sons, vídeos...
- Pots seleccionar (a la zona d'administració) sota quina llicència vols que estigui protegit el contingut del teu wiki, com per exemple Creative Commons, o bé no especificar-ne cap.